# セルゲイ・シャフライ (フィギュアスケート選手)
セルゲイ・セミョーノヴィチ・シャフライ（ロシア語: Сергей Семёнович Шахрай, ラテン文字転写: Sergei Semenovich Shakhrai、1958年6月28日 - ）は、ソビエト連邦出身の男性フィギュアスケート選手。1980年レークプラシッドオリンピックペア銀メダリスト。1980年世界フィギュアスケート選手権ペアチャンピオン。パートナーはマリナ・チェルカソワ。なお、ロシア語での発音は「スィルギェーイ・シフラーイ」が近い。

## 経歴
- 1978年、史上初めて4回転ツイストリフトを成功させる。
- 1980年レークプラシッドオリンピックにおいて銀メダルを獲得。
- 1980年世界フィギュアスケート選手権優勝。

## 主な戦績
| 大会/年        | 1976-77 | 1977-78 | 1978-79 | 1979-80 | 1980-81 |
| -------------- | ------- | ------- | ------- | ------- | ------- |
| オリンピック   |         |         |         | 2       |         |
| 世界選手権     | 4       | 4       | 2       | 1       | 4       |
| 欧州選手権     | 3       | 2       | 1       | 2       | 3       |
| モスクワ国際   | 1       |         |         |         |         |
| ソビエト選手権 | 3       | 1       | 1       |         | 3       |